# Билак, Степан Михайлович
Степан Михайлович Билак (укр. Степан Михайлович Білак; 22 января 1935, Русские Комаровцы — 26 или 27 октября 1989, Ужгород) — советский историк. Доктор исторических наук (1985), профессор (1989).
Исследовал политическую историю Закарпатья межвоенного периода, автор более 50 научных работ.
Также поэт, его стихи для детей, а также отрывки из поэмы «Цветок за решеткой» публиковались в областных и республиканских газетах и журналах. Автор сборников для детей «Две Маланки-раховчанки» (Уж., 1961), «Верховинка» (К., 1967).

## Биография
Родился 22 января 1935 года в селе Русские Комаровцы в крестьянской семье.
С 1949 года — переплетчик Закарпатской областной типографии.
В 1951—1952 годах учился на отделении украинского языка и литературы Ужгородского учительского института.
В 1952—1953 годах — старший пионервожатый Часловской школы-интерната.
В 1953—1954 годах — комсорг Середнянской средней школы.
В 1954—1956 годах служил в Советской Армии.
В 1956—1957 годах — учитель Антоновской средней школы.
В 1957—1965 годах — на комсомольской и партийной работе.
В 1961 году окончил филологический факультет Дрогобычского педагогического института им. Ивана Франко, в 1965—1967 годах — аспирант Высшей партийной школы при ЦК КПУ.
В 1967—1969 годах — заместитель редактора газеты «Огни коммунизма».
С 1969 года работал в Ужгородском университете — заведующий кабинетом (1969—1971), старший преподаватель (1971—1973), доцент (1973—1979 и 1981—1987), старший научный сотрудник (1979—1981), профессор (1987—1989) кафедры научного коммунизма.
В 1972 году защитил кандидатскую диссертацию на тему «Коммунисты Закарпатья в борьбе против профашистской идеологии и политики украинских буржуазных националистов (1935—1939 гг.)», в 1985 году — докторскую на тему «Крах антинародной деятельности буржуазно-националистических партий на Закарпатской Украине (1917—1945 гг.)».
Скончался 26 или 27 октября 1989 года в Ужгороде.